# Lycomorpha miniata
Lycomorpha miniata là một loài bướm đêm thuộc phân họ Arctiinae, họ Erebidae.